# Divadlo 5. května
Divadlo 5. května (zkráceně D5K) v Praze bylo založeno v květnu roku 1945 a působilo v budově bývalého Nového německého divadla (Neues Deutsches Theater, pozdější Státní opera). Divadlu byla přidělena i bývalá komorní scéna Neues Deutsches Theater – Kleine Bühne (pozdější Ústřední loutkové divadlo).
Od 1. 8. 1946 až do zrušení divadla dne 15. 7. 1948 působily pak činoherní a operní soubor samostatně a to pod jménem Činohra 5. května a Velká opera 5. května, každý na jiné scéně. 

## Založení divadla
Spoluzakladateli divadla byli Alois Hába, Václav Kašlík a Antonín Kurš, režisér Městských divadel pražských, který přípravu na založení nového divadla zahájil již v roce 1944. Po osvobození republiky bylo divadlo založeno a jeho činoherní soubor vytvořen spojením dvou skupin herců – členů Svazu DDOČ (Dělničtí divadelní ochotníci Československa) a Českého lidového divadla. Cílem divadla bylo hrát pro lidového diváka.
Divadlo zahájilo svoji činnost dne 19. června 1945 premiérou Kuršem nastudované inscenace Serafimovičova Železného potoka.
Divadlo bylo po založení provozováno a financováno Ústřední radou odborů (ÚRO), která se však v roce 1946 provozování zřekla a divadlo se dostalo postupně do hospodářských problémů. Činohra a opera se v roce 1946 rozdělily na dvě samostatně působící jednotky.

### Činohra
V první sezóně zde působilo 41 herců – z toho 30 herců přišlo z holešovického divadla Uranie – v souboru působili např.: Rudolf Deyl mladší, Vítězslav Vejražka, Otýlie Beníšková, Blanka Waleská, Felix le Breux, Karel Pavlík, Milada Matysová, Anna Melíšková. K souboru se dále připojili František Kovářík, Vladimír Hlavatý, Jindřich Plachta, Vojtěch Plachý-Tůma, Světla Amortová, Rudolf Hrušínský nejstarší, Lída Plachá aj. Jeden měsíc zde působili také František Filipovský a Dana Medřická a v prvním roce zde hráli také konzervatoristé a děti z Dismanova rozhlasového dětského souboru. Většina členů souboru byla výrazně levicově orientována. Elévové z řad DDOČ vytvořili při divadle Studio 5. května, které však existovalo pouze v první sezóně a vzešli z něj např. Jaroslav Mareš a Věra Budilová. V únoru 1946 vytvořil Jindřich Plachta s některými členy divadla zájezdovou skupinu pod hlavičkou "Vesnického divadla" a uskutečnili do října 1946 sedmdesát představení na venkově. Pro špatný zdravotní stav J. Plachty skupina pak činnost ukončila.
Funkce uměleckého ředitele se ujal Antonín Kurš, který zde působil současně jako šéfrežisér činohry. Režiséry byli dále Miloslav Jareš, František Salzer, Alfréd Radok, Vítězslav Vejražka a Stanislav Vyskočil. Dramaturgem byl Jan Kopecký, později vystřídaný Jaroslavem Pokorným a Jiřím Jahnem, který také režíroval. Hostujícími režiséry byli Karel Novák a Jiří Sequens. Výtvarníky byli mj. Josef Gabriel, Jaroslav Procházka a František Tröster. V polovině roku 1946 byl Antonín Kurš, po vyslovení nedůvěry souborem, nucen z Divadla 5. května odejít a funkci šéfa činohry převzal režisér František Salzer.

### Opera
Uměleckým vedoucím souboru opery byl zpočátku Alois Hába, později vystřídaný Václavem Kašlíkem, působícím současně i jako režisér a dirigent. K dalším režisérům patřili Alfréd Radok (který působil současně i v činohře divadla), Jiří Fiedler a Karel Jernek. Dirigenty dále byli Jindřich Bubeníček, Bohumil Gregor a Karel Ančerl, který se v roce 1946 stal šéfdirigentem. Šéfem výpravy byl Josef Svoboda, pozdější význačný jevištní výtvarník a hlavní scénograf Národního divadla v Praze. Choreografii měli na starosti Robin Braun, Libuše Felberová a Nina Jirsíková.

## Působiště divadla
Divadlo 5. května působilo zprvu na dvou scénách:
- Velká scéna: bývalé Nové německé divadlo (pozdější Smetanovo divadlo, nyní Státní opera Praha)
- Malá scéna: Kleine Bühne, od června 1945 se pak přestěhovala do Komorního divadla v Hybernské ulici, patřícího dříve Městským divadlům pražským[1]

Později působila Činohra 5. května i na scéně Velké operety v Dlouhé třídě (pozdější Divadlo Jiřího Wolkera, dnes Divadlo v Dlouhé).

## Ukončení činnosti
Divadlo bylo zrušeno 15. července 1948. Část umělců činoherního souboru přešla do Vinohradského divadla (Rudolf Deyl mladší, K. Pavlík, Vladimír Hlavatý, M. Matysová), někteří mimo Prahu (např. Vítězslav Vejražka do Zlína), jiní do Národního divadla (Blanka Waleská). Opera byla začleněna do svazku Národního divadla jako třetí scéna.

## Citát
| „               | Léta v Divadle 5. května byla největší příležitostí, jaká mne kdy potkala. Odnesl jsem si odtamtud přesvědčení, že i divadlo současnosti a budoucnosti nemůže být ničím jiným než stále se proměňující tvůrčí dílnou, v níž jde všem o všechno a o totéž. | “ |
| — Josef Svoboda | |   |

## Činohra – vybraná představení
1945/1946:

### Velká scéna
- A. Serafimovič: Železný potok, režie Antonín Kurš
- Alois Jirásek: Jan Žižka, režie Antonín Kurš
- A. N. Arbuzov: Daleká cesta, režie František Salzer
- Černoch: Veliká zkouška, režie Miloslav Jareš
- P. Karvaš: Meteor, režie Miloslav Jareš
- J. Anouilh: Antigona, režie Antonín Kurš
- William Shakespeare: Hamlet, režie František Salzer
- Jiří Mahen: Mrtvé moře, režie Antonín Kurš

### Malá scéna, resp. scéna v Dlouhé třídě
- Alfréd Radok: Vesnice žen, režie Alfréd Radok
- Honoré de Balzac: Mercadet, režie Miloslav Jareš
- V. Hora: Zpěv rodné země, režie Vítězslav Vejražka
- L. Leonov: Obyčejný člověk, režie Antonín Kurš
- L. Leonov: Nadlidičky, režie Vítězslav Vejražka
- William Shakespeare: Sen noci svatojánské, režie František Salzer
- Guy de Maupassant, F. Hochwälder: Tlustý anděl z Rouenu, režie Alfréd Radok
- Ben Johnson: Lišák Volpone, režie Karel Novák j.h.
- Roger F. Flachsmann: Osmnáctiletí, režie Karel Novák j. h.
- J. B. Priestley: Inspektor se vrací, režie Miloslav Jareš
- Maxim Gorkij: Vassa Železnovová, režie Alfréd Radok
- K. Beníško: Arabská devítka, režie Antonín Kurš
- E. Labiche: Pan Perrichon na cestách, režie František Salzer
- William Shakespeare: Zkrocení zlé ženy, režie František Salzer
- Lope de Vega: Sedlák svým pánem, režie František Salzer

Největší ohlas v sezóně 1945/1946 měly hry Antigona, Sen noci svatojánské a Tlustý anděl z Rouenu.
Nové hry na programu činohry v dalších sezónách (převážně na scéně v Dlouhé třídě)
- 1947 J. Pokorný: Křídový kruh, režie František Salzer
- 1947 M. Rázusová–Martáková: Jánošík, režie František Salzer
- 1947 Jiří Mahen: Ulička odvahy, režie František Salzer
- 1947 Maurice Maeterlinck: Starosta stilmonský, režie Alfréd Radok
- 1947 Alfred de Musset: Marianniny rozmary, režie Miloslav Jareš
- 1947 Gabriela Preissová: Její pastorkyňa, režie Jiří Jahn
- 1948 Gyula Háy: Černý lán, režie Stanislav Vyskočil

## Opera
1945/1946
- (4. 9.) Bedřich Smetana: Braniboři v Čechách, režie Václav Kašlík
- (20. 10.) Franz Lehár: Veselá vdova? (opereta), režie Alfréd Radok
- (29. 11.) Giuseppe Verdi: La traviata, režie Jiří Fiedler
- (27. 12.) Otakar Ostrčil: Kunálovy oči, režie J. Fiedler
- (4. 2.) Georges Bizet: Carmen, režie V. Kašlík
- (22. 2.) Hervé: Mam'zelle Nitouche (opereta), režie Oldřich Nový
- (13. 3.) Václav Kašlík: Don Juan (balet), režie V. Kašlík / choreografie Nina Jirsíková
- (16. 4.) Petr Iljič Čajkovskij: Piková dáma, režie J. Fiedler, dir. Karel Ančerl
- (1. 6.) Giacomo Puccini: Madame Butterfly, režie J. Fiedler

1946/1947
- (29. 8.) Jacques Offenbach: Hoffmannovy povídky, režie A. Radok, dir. Karel Ančerl
- (1. 10.) Bedřich Smetana: Prodaná nevěsta, režie V. Kašlík
- (9. 11.) Charles Gounod: Faust a Markétka, režie J. Fiedler
- (20. 12.) Giacomo Puccini: Bohéma, režie Karel Jernek
- (17. 1.) Leoš Janáček: Káťa Kabanová, režie V. Kašlík
- (18. 2.) Guiseppe Verdi: Aida, režie V. Kašlík
- (2. 4.) Wolfgang Amadeus Mozart: Don Giovanni, režie J. Fiedler
- (4. 5.) Giacomo Puccini: Tosca, režie K. Jernek
- (23. 5.) Alois Hába: Matka, režie J. Fiedler, dir. Karel Ančerl

1947/1948
- (8. 8.) Guiseppe Verdi: Trubadúr, režie J. Fiedler
- (8. 10.) Sergej Prokofjev: Maškaráda, režie V. Kašlík
- (3. 11.) Christoph Willibald Gluck: Don Juan (balet), choreografie N. Jirsíková
- (22. 11.) Giuseppe Verdi: Rigoletto, režie A. Radok
- (6. 2.) Leoš Janáček: Výlety páně Broučkovy, režie J. Fiedler
- (14. 3.) Ruggero Leoncavallo: Komedianti, režie A. Radok
- (14. 3.) Manuel de Falla: Čarodějná láska, režie V. Kašlík / choreografie Robert Braun
- (29. 5.) Vítězslav Novák: Nikotina (balet), choreografie N. Jirsíková
- (17. 6.) Václav Kašlík: Zbojnická balada, režie V. Kašlík
- (4. 7.) Vilém Blodek: V studni, režie J. Fiedler